# فهرست دریاچه‌های ارمنستان
در زیر فهرست دریاچه‌های ارمنستان (ارمنی: Հայաստանի լճեր) آورده شده‌است:
دریاچه سوان در استان گغارکونیک بزرگ‌ترین پهنه آبی در ارمنستان و در کل منطقه قفقاز می‌باشد. ارمنستان یک دریاچه بسیار بزرگ با نام دریاچه سوان و بیش از ۱۰۰ دریاچه کوچک کوهستانی دارد.

## فهرست
|  | نام                                                              | مساحت (کیلومترمربع۲) | مساحت                     |
|  | ---------------------------------------------------------------- | -------------------- | ------------------------- |
|  | دریاچه سوان Սևանա լիճ, Sevana lich                               | ۱٬۲۳۹                | استان گغارکونیک           |
|  | دریاچه آرپی Արփի լիճ, Arp’i lich                                 | ۲۲۰                  | استان شیراک               |
|  | مخزن سد آخوریان Ախուրյանի ջրամբար, Akhuryani jrambar             | ۵۴                   | شیراک؛ استان قارص (ترکیه) |
|  | en:Spandaryan Reservoir Սպանդարյանի ջրամբար, Spandaryani jrambar | ۱۰٫۸                 | استان سیونیک              |
|  | دریاچه ایروان Երևանյան լիճ, Yerevanyan lich                      | ۰٫۶۵                 | ایروان                    |
|  | دریاچه آکنا Ակնա, Akna                                           | ۰٫۵                  | استان کوتایک              |
|  | دریاچه کاری Քարի լիճ, K’ari lich                                 | ۰٫۳                  | استان آراگاتسوتن          |
|  | دریاچه آکنا Այղր, Ayghr                                          | ۰٫۱۶                 | استان آرماویر             |
|  | دریاچه لسینگ Լեսինգ, Lesing                                      | ۰٫۰۹                 | آراگاتسوتن                |
|  | دریاچه پارز Պարզ լիճ, Parz lich                                  | ۰٫۰۳                 | استان تاووش               |